# آزین

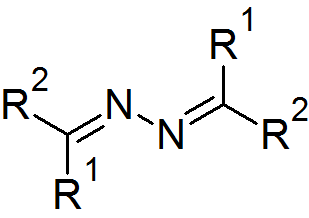
شکل کلی گروه عاملی آزین که برای آلدازین R^{2} با یک اتم هیدروژن جایگزین می‌شود.

آزین(به انگلیسی: Azine) نام گروه عاملی در ترکیبات آلی است که از واکنش تراکمی دو اکی‌والان آلدهید یا کتون با یک اکی‌والان هیدرازین تشکیل می‌شود. متناسب با نوع ماده اولیه واکنش داده می‌توان دو زیرگروه آلدازین(آلدهید و هیدرازین)  یا کتوزین(کتون و هیدرازین) را برای این گروه نامگذاری کرد.